# Сэволл, Вилли
Вилли Альфред Сэволл (англ. Willi Alfred Sawall; род. 7 ноября 1941) — австралийский легкоатлет, специалист по спортивной ходьбе. Выступал на профессиональном уровне в 1976—1992 годах, обладатель серебряной медали Игр Содружества, многократный чемпион Австралии, участник двух летних Олимпийских игр.

## Биография
Вилли Сэволл родился 7 ноября 1941 года. Занимался лёгкой атлетикой в Новом Южном Уэльсе.
Впервые заявил о себе на международном уровне в сезоне 1976 года, когда после победы на чемпионате Австралии вошёл в состав австралийской сборной и выступил на чемпионате мира в Мальмё, где с результатом 4:18:27 занял в ходьбе на 50 км 22-е место.
В 1978 году в ходьбе на 30 км выиграл серебряную медаль на Играх Содружества в Эдмонтоне, уступив на финише только англичанину Олли Флинну.
В 1979 году на Кубке мира по спортивной ходьбе в Эшборне закрыл десятку сильнейших личного зачёта 50 км.
В 1980 году на домашних соревнованиях в Аделаиде превзошёл всех соперников и установил свой личный рекорд на дистанции 50 км — 3:46:34. Благодаря череде успешных выступлений удостоился права защищать честь страны на летних Олимпийских играх в Москве — в программе 50 км с результатом 4:08:25 пришёл к финишу восьмым.
На Кубке мира 1981 года в Валенсии сошёл с 50-километровой дистанции.
В 1982 году в ходьбе на 20 км показал лучший результат мирового сезона — 1:21:36. На Играх Содружества в Брисбене стал четвёртым в ходьбе на 30 км.
В 1983 году в 20-километровой дисциплине стартовал на чемпионате мира в Хельсинки, с результатом 1:28:16 занял 30-е место.
Принимал участие в Олимпийских играх 1984 года в Лос-Анджелесе — в ходьбе на 20 км показал время 1:28:24, расположившись в итоговом протоколе соревнований на 16-й строке, тогда как в ходьбе на 50 км сошёл с дистанции.
В 1985 году в дисциплине 50 км занял 11-е место на Кубке мира в Сент-Джонсе.
В 1986 году в ходьбе на 30 км финишировал пятым на Играх Содружества в Эдинбурге.
На чемпионате мира 1987 года в Риме в зачёте ходьбы на 50 км показал 26-й результат.
В 1992 году выиграл чемпионат Австралии в дисциплине 50 км, став таким образом восьмикратным чемпионом страны по спортивной ходьбе.